# Bateria de polisulfur-brom
La bateria de polisulfur-brom (PSB; de vegades polisulfur-polibromur o "brom-sofre") és un tipus de bateria elèctrica recarregable que emmagatzema energia elèctrica en líquids, com ara solucions a base d'aigua de dues sals: bromur de sodi i polisulfur de sodi. És un tipus de bateria de flux redox (reducció-oxidació).
El 2002 es va construir un prototip d'instal·lació d'emmagatzematge elèctric de 12 MWe a la central elèctrica de Little Barford, al Regne Unit, que utilitzava bateries de flux de polisulfur-bromur. Tot i que la instal·lació es va completar, a causa de problemes d'enginyeria en l'ampliació de la tecnologia, mai es va arribar a posar en funcionament completament. Una planta de demostració similar situada a les instal·lacions de la Tennessee Valley Authority (TVA) a Columbus, Mississippi, Estats Units, mai es va completar.

## Química
Dos electròlits de solució salina diferents es troben en dos dipòsits separats. Quan es requereix energia, es bomba una solució de Na2S2 (disulfur de sodi) a l'ànode i es bomba NaBr3 (tribromur de sodi) al càtode. L'ànode i el càtode, juntament amb les seves corresponents solucions salines, estan separats per una membrana d'intercanvi iònic.
A l'elèctrode negatiu, la reacció anòdica és:
{\displaystyle 2\ \mathrm {Na_{2}S_{2}} \rightarrow \mathrm {Na_{2}S_{4}} +2\ \mathrm {Na^{+}} +2\ \mathrm {e} ^{-}}
A l'elèctrode positiu, la reacció catòdica és:
{\displaystyle \mathrm {NaBr_{3}} +2\ \mathrm {Na^{+}} +2\ \mathrm {e} ^{-}\rightarrow 3\ \mathrm {NaBr} }
A mesura que s'extreu energia del sistema, el disulfur de sodi es converteix en polisulfur de sodi i el tribromur de sodi es converteix en bromur de sodi. Aquesta reacció es pot invertir quan es subministra corrent als elèctrodes i es recarreguen les sals químiques del sistema. El sistema de vegades es defineix com una pila de combustible perquè els elèctrodes no són consumits per la reacció; actuen només com a superfície per a la reacció. Tanmateix, el líquid no és un combustible que es consumeix, sinó un electròlit en solució salina que es modifica mitjançant el procés.

## Història
Tot i que les possibilitats d'utilitzar parelles redox de polisulfur i brom en bateries de flux i estàtiques ja s'havien esmentat anteriorment, van ser Robert Remick i Peter Ang, de l'Institut de Tecnologia del Gas (Chicago), els primers a demostrar (i reivindicar en una patent) una bateria recarregable de polisulfur-polibromur (SBB) el 1981. Van aconseguir una beca del DOE per a estudis detallats que van revelar el MoS2 com un electrocatalitzador preferit (però no ideal) per a la reacció de l'elèctrode negatiu.
El 1987, Stuart Licht, mentre era a l'Institut Weizmann de Ciències (Rehovot, Israel) i al MIT (Cambridge, Massachusetts), va demostrar una extraordinària solubilitat aquosa dels sulfurs de potassi—per exemple, una proporció molar aigua:sal de 3: 1 per a les solucions de K₂S i K₂S₄— i més tard ho va demostrar amb una bateria de sofre/polisulfit-alumini. No obstant això, la química del sodi va seguir sent la principal entre els desenvolupadors de RFB de polisulfur-polibromur, potser a causa de la major solubilitat del NaBr (8,82 molal a 20 °C) en comparació amb el KBr (5,49 molal a 20 °C).
El 1992, National Power PLC (formada el 1990 com a resultat de la privatització del mercat elèctric del Regne Unit) va adquirir de l'Institut de Tecnologia del Gas la patent original dels EUA de Remick i Ang, i va iniciar un programa de recerca i desenvolupament en el camp dels RFB de polisulfur-polibromur. El treball inicial a National Power va ser dut a terme per Ralph Zito, conegut pel seu treball previ sobre els RFB de Zn-Br2.  Durant la reorganització del mercat elèctric del Regne Unit a la dècada del 1990, les patents de National Power van ser transferides a Innogy Technology Ventures Ltd, que el 2002 es va convertir en una filial del grup d'empreses multiserveis alemany RWE. Regenesys Technologies Limited es va separar de RWE-Innogy amb la tasca de fer una demostració i comercialització ràpides de RFB de polisulfur-polibromur, que es van marcar com a bateries Regenesys®. L'any 2001, Regenesys donava feina a més de 70 persones i va fer demostracions de piles de 5 kW i 10 kW.
El 2001, el Departament de Comerç i Indústria del Regne Unit va finançar aproximadament el 50% del cost total de 2 milions de lliures (amb una participació prevista de RWE-Innogy) per construir una bateria Regenesys® de 100 kW a Little Barford, al centre d'Anglaterra, al costat d'una planta de generació de gas existent i d'un emplaçament proposat per a un molin eòlic.  Es va considerar una planta similar a Columbus, Mississipí, EUA,  com a part de les iniciatives de l'Autoritat de la Vall de Tennessee. No obstant això, l'escalat de piles de 10 kW a 100 kW va resultar més difícil del que s'esperava. Després d'abordar diversos reptes tècnics, RWE va decidir abandonar la tecnologia Regenesys® el 2003. El cost de desenvolupament dels RFB de polisulfur-polibromur entre 1990 i 2004 va ascendir a més de 140 milions de lliures.
Altres també van explorar la viabilitat de les bateries de polisulfur-polibromur. Al voltant del 2002, l'Institut de Física Química de Dalian (Xina) va llançar el seu propi programa SBB. Entre el 2004 i el 2006, van informar de sistemes d'1 kW que funcionaven a 40 mA/cm2 amb una millora de l'eficiència energètica del cicle del 67% al 82%, principalment gràcies al desenvolupament de nous materials d'elèctrode. No obstant això, la comercialització de les SBB ha estat limitada a causa de reptes tècnics com la deposició de sofre a l'elèctrode negatiu porós durant el cicle a llarg termini i l'èxit de les bateries de flux redox de vanadi.
En els darrers anys, s'han demostrat SBB amb separadors ceràmics conductors de Li+ i Na+. Tot i que aquestes cel·les van mostrar una bona vida útil durant més de 100 cicles sense degradació notable, es van operar a baixes densitats de corrent a causa de l'alta resistència òhmica del separador.